# Автомобільний міст через Десну (Чернігів)
Київський міст або Автомобільний міст через ріку Десну — цегляно-кам'яний міст через річку Десна в Чернігові, Україна. Розташований вздовж проспекту Миру по автошляху М 01.

## Історія
Міст був побудований в 1859 році в рамках будівництва автодороги Одеса — Київ — Чернігів — Санкт-Петербург . До цього на лівий берег Десни переправлялися поромом, який знаходився на смітнику за одну версту вище за течією від місця розташування цього мосту. Під час великої повені частина автодороги була затоплена, і тоді рух тимчасово зупинили. У 1877 році частина мосту була навіть знесена водою, а згодом реконструйована наприкінці XIX — початку XX століть. У 1893 році на лівому березі біля мосту збудовано станцію на вузькоколійці Чернігів —Крути. У січні 1919 року біля мосту відбувся бій між куренями Директорії УНР та Богунського полку Миколи Щорса Червоної гвардії.
Після Другої світової війни можливості мосту не задовольняли потреби в транспорті, тому в 1956 році новий міст був введений в експлуатацію трохи нижче за течією від попереднього, а старий — розібраний. З часом його пропускна здатність також була недостатньою, тому в 1986 році введено в експлуатацію новий міст через Десну біля села Шестовиця Чернігівського району, призначений для проїзду транзитної техніки. 2020 року було проведено відновлювальний ремонт мосту, який за термінами і обсягами робіт визначався як об'єкт державного значення.

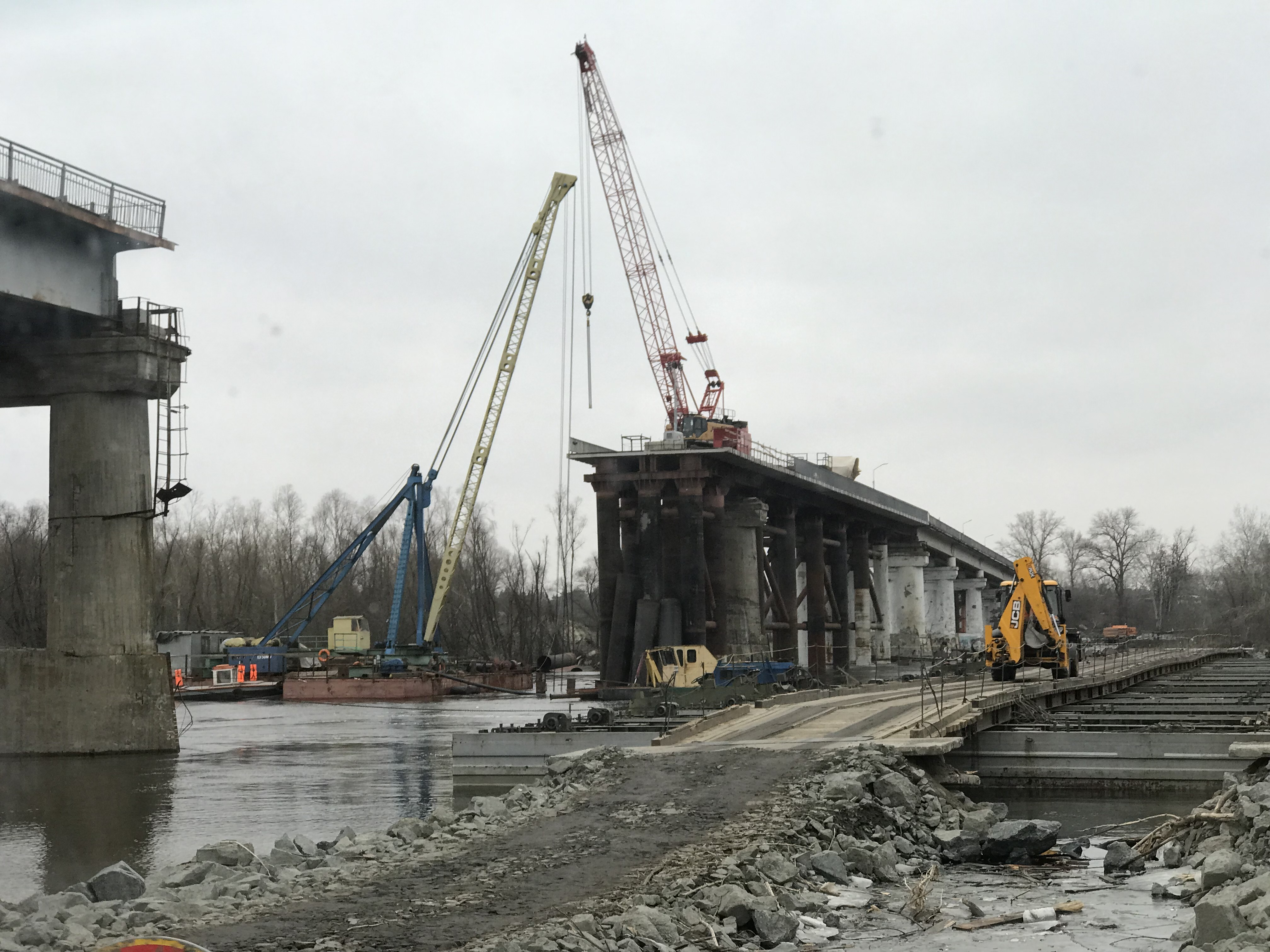
Пошкоджений проліт мосту через Десну

У ніч з 22 на 23 березня 2022 року під час повномасштабного вторгнення Росії в Україну внаслідок авіаудару російські війська зруйнували міст у ході боїв за Чернігів. Під час облоги міст використовувався для евакуації громадян та доставки гуманітарних вантажів. Після зняття облоги була облаштована понтонна переправа, розпочато відновлення тимчасового мосту на місці зруйнованого та будівництво нового мосту поряд.
5 липня 2023 міст тимчасовий міст був відкритий для руху. 

## Загальні дані
Загальна довжина мосту склала 875 м, ширина — 7 м. Висота дна ферми над рівнем води — 18 м. Вантажопідйомність — 80 т. Міст складався з двосмугової дороги та пішохідних доріжок з обох боків.